# HMS Rawalpindi
O HMS Rawalpindi foi um cruzador mercante armado operado pela Marinha Real Britânica. Sua construção começou em 1923 nos estaleiros da Harland & Wolff em Belfast originalmente como um transatlântico para a P&O, sendo lançado ao mar março de 1925 e finalizado em setembro do mesmo ano. A embarcação serviu tranquilamente durante seus primeiros anos de serviço, transportando passageiros na rota entre Londres e Bombaim, na Índia.
O navio foi requisitado pelo Almirantado Britânico dias antes do início da Segunda Guerra Mundial. Foi convertido em um cruzador mercante armado e colocado para patrulhar a área ao norte das Ilhas Feroe. Ele foi detectado durante a tarde de 23 de novembro pelos couraçados alemães Scharnhorst e Gneisenau, que estavam seguindo para o Oceano Atlântico. O Rawalpindi foi afundado depois de ser alvejado várias vezes pelos dois, com 238 tripulantes morrendo.